# Nhà nghỉ lữ hành Ba Tư
Nhà nghỉ lữ hành Ba Tư là một Di sản thế giới được UNESCO công nhận từ năm 2023 tại Iran bao gồm 54 nhà nghỉ lữ hành. Chúng là những quán trọ ven đường, cung cấp thức ăn, nước uống và chỗ ở cho các đoàn lữ hành, những người hành hương và cả những du khách. Các tuyến đường và vị trí của các nhà nghỉ lữ hành đều là những nơi có sự hiện diện của nước, điều kiện địa lý và an ninh tốt. Trong số các nhà nghỉ lữ hành được công nhận này chỉ chiếm một tỷ lệ nhỏ trong số vô số các nhà nghỉ khác được xây dựng dọc theo những con đường cổ của Iran. Chúng được coi là những ví dụ có ảnh hưởng và có giá trị nhất về nhà nghỉ lữ hành ở Iran, thể hiện sự đa dạng về phong cách kiến trúc, khả năng thích ứng với điều kiện khí hậu và vật liệu xây dựng, trải dài qua hàng nghìn kilômét và được xây dựng trong nhiều thế kỷ. Cùng nhau, chúng hình thành lên sự phát triển của mạng lưới các nhà nghỉ lữ hành ở Iran trong các giai đoạn lịch sử khác nhau.

## Danh sách
| Số hiệu UNESCO | Hình ảnh | Tên               | Địa điểm (tỉnh Iran) |
| -------------- | -------- | ----------------- | -------------------- |
| 1668-001       |          | Deyr-e Gachin     | Qom                  |
| 1668-002       |          | Noushirvān        | Semnan               |
| 1668-003       |          | Āhovān            | Semnan               |
| 1668-004       |          | Parand            | Tehran               |
| 1668-005       |          | Robāt-e Sharaf    | Razavi Khorasan      |
| 1668-006       |          | Anjireh Ājori     | Yazd                 |
| 1668-007       |          | Anjireh Sangi     | Yazd                 |
| 1668-008       |          | Abbās Ābād Tāybād | Razavi Khorasan      |
| 1668-009       |          | Jamāl Ābād        | Đông Azerbaijan      |
| 1668-010       |          | Qelli             | North Khorasan       |
| 1668-011       |          | Fakhr-e Dāvūd     |                      |
| 1668-012       |          | Sheikhali Khān    |                      |
| 1668-013       |          | Maranjāb          |                      |
| 1668-014       |          | Amin Ābād         |                      |
| 1668-015       |          | Gabr Ābād         |                      |
| 1668-016       |          | Mahyār            |                      |
| 1668-017       |          | Gaz               |                      |
| 1668-018       |          | Kūhpāyeh          |                      |
| 1668-019       |          | Mazinān           |                      |
| 1668-020       |          | Mehr              |                      |
| 1668-021       |          | Zafarāniyeh       |                      |
| 1668-022       |          | Fakhr Ābād        |                      |
| 1668-023       |          | Sarāyān           |                      |
| 1668-024       |          | Qasr-e Bahrām     |                      |
| 1668-025       |          | Mayāmey           |                      |
| 1668-026       |          | Abbās Ābād        |                      |
| 1668-027       |          | Miāndasht         |                      |
| 1668-028       |          | Zeynoddīn         |                      |
| 1668-029       |          | Meybod            |                      |
| 1668-030       |          | Farasfaj          |                      |
| 1668-031       |          | Īzadkhāst         |                      |
| 1668-032       |          | Bisotūn           |                      |
| 1668-033       |          | Ganjali Khān      |                      |
| 1668-034       |          | Yengeh Emām       |                      |
| 1668-035       |          | Khājeh Nazar      |                      |
| 1668-036       |          | Goujebel          |                      |
| 1668-037       |          | Sāeen             |                      |
| 1668-038       |          | Titi              |                      |
| 1668-039       |          | Dehdasht          |                      |
| 1668-040       |          | Khoy              |                      |
| 1668-041       |          | Bāgh-e Sheikh     |                      |
| 1668-042       |          | Neyestānak        |                      |
| 1668-043       |          | Chehel Pāyeh      |                      |
| 1668-044       |          | Khān              |                      |
| 1668-045       |          | Deh Mohammad      |                      |
| 1668-046       |          | Tāj Ābād          |                      |
| 1668-047       |          | Chāh kūrān        |                      |
| 1668-048       |          | Kharānaq          |                      |
| 1668-049       |          | Rashti            |                      |
| 1668-050       |          | Borāzjān          |                      |
| 1668-051       |          | Chameshk          |                      |
| 1668-052       |          | Afzal             |                      |
| 1668-053       |          | Bastak            |                      |
| 1668-054       |          | Saʿadossaltaneh   |                      |